# Beta-ketoacil-(acil-nosilac-protein) sintaza III
Beta-ketoacil-(acil-nosilac-protein) sintaza III (EC 2.3.1.180, 3-oksoacil:ACP sintaza III, 3-ketoacil-acil nosilac protein sintaza III, KASIII, KAS III, FabH, beta-ketoacil-acil nosilac protein sintaza III, beta-ketoacil-ACP sintaza III, beta-ketoacil (acil nosilac protein) sintaza III, acetil-KoA:malonil-(acil-nosilac-protein) -aciltransferaza) je enzim sa sistematskim imenom acetil-KoA:malonil-(acil-nosilac protein) -aciltransferaza. Ovaj enzim katalizuje sledeću hemijsku reakciju
acetil-KoA + malonil-[acil-nosilac protein] {\displaystyle \rightleftharpoons } acetoacetil-[acil-nosilac protein] + KoA + CO2
Ovaj enzim učestvuje u sistemu biosinteze disociranih masnih kiselina kod biljki i bakterija.

## Spoljašnje veze
- Beta-ketoacyl-(acyl-carrier-protein)+synthase+III на 